# Deniz Cengiz
Deniz Cengiz (* 4. August 1989 in Istanbul) ist eine türkische Schauspielerin.

## Leben und Karriere
Cengiz wurde am 4. August 1989 in Istanbul geboren. Sie studierte an der İstanbul Kültür Üniversitesi. Danach setzte sie ihr Studium an der Yeditepe Üniversitesi fort. Ihr Debüt gab sie 2015 in dem Film Ölum Hakkinda Bilmeniz Gereken Üç Şey. 2016 war sie in Die Schwägerin zu sehen. Anschließend wurde Cengiz für den Film Deliha 2 gecastet. Von 2018 bis 2020 spielte sie in der Fernsehserie Jet Sosyete die Hauptrolle. Unter anderem trat sie 2021 in der Serie İçimizden Biri auf. Cengiz bekam 2022 eine Rolle in Kusursuz Kiracı.

## Filmografie (Auswahl)
- 2015: Ölum Hakkinda Bilmeniz Gereken Üç Şey (Film)
- 2016: Die Schwägerin (Film)
- 2018: Deliha 2 (Film)
- 2018–2020: Jet Sosyete (Fernsehserie, 59 Episoden)
- 2021: İçimizden Biri (Fernsehserie, 6 Episoden)
- 2022: Kusursuz Kiracı (Fernsehserie, 6 Episoden)
- 2025: Another You (Film)